# Rheum rhabarbarum
Đại hoàng (danh pháp hai phần: Rheum rhabarbarum) hay cải ru báp, là một loài thực vật có hoa trong họ Rau răm. Loài này được L. miêu tả khoa học đầu tiên năm 1753.